# Arvidsjaur (đô thị)

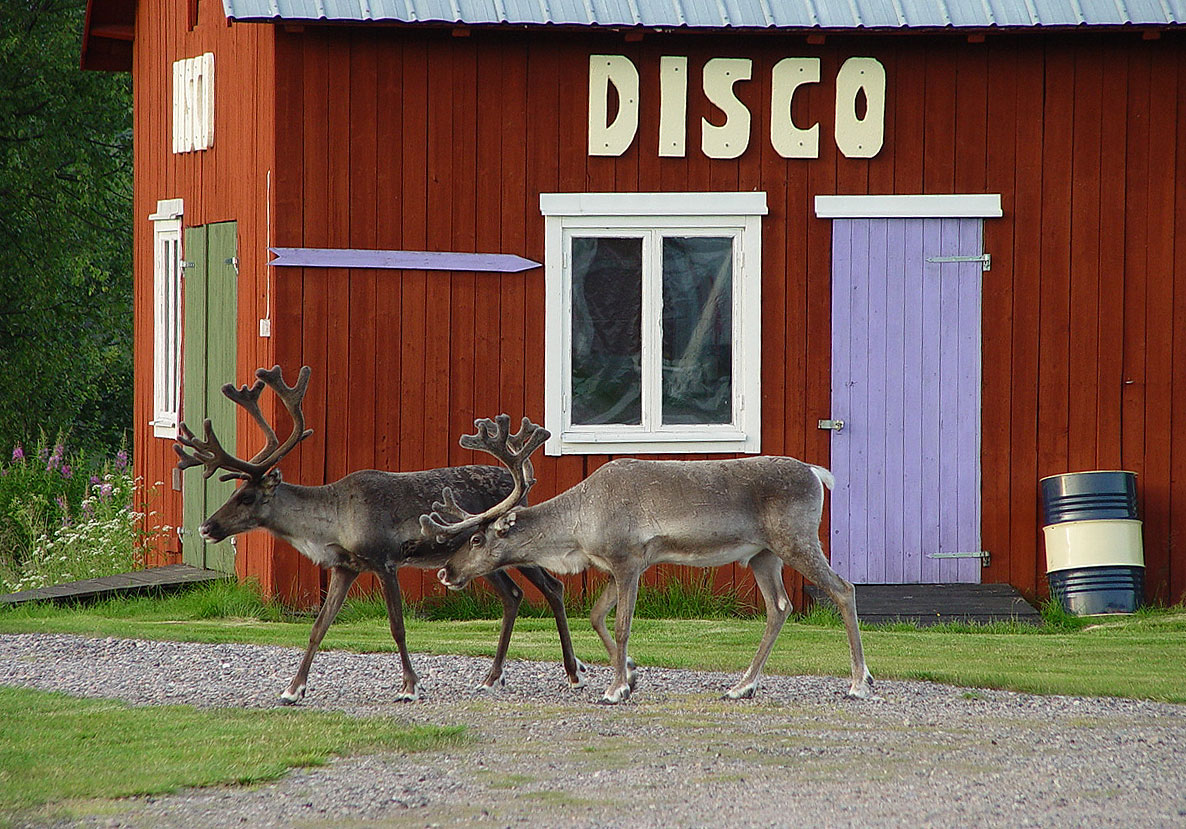
Disco

Đô thị Arvidsjaur (Arvidsjaurs kommun) là một đô thị ở phía bắc Thụy Điển, thủ phủ là Arvidsjaur.
Arvidsjaur nằm 110 km phía nam của vòng Bắc cực, ở trung tâm của quận cực bắc Norrland. Đô thị này cũng là một phần của khu vực địa lý Laplandia, một khu vực bao gồm phần phía bắc của Thụy Điển, Na Uy và Phần Lan, nơi có người Sami sinh sống. Đây là cộng đồng sống bằng nghề chăn nuôi tuần lộc.